# Crenimugil crenilabis
Crenimugil crenilabis är en fiskart som först beskrevs av Forsskål, 1775.  Crenimugil crenilabis ingår i släktet Crenimugil och familjen multfiskar. IUCN kategoriserar arten globalt som livskraftig. Inga underarter finns listade i Catalogue of Life.